# Mănăstirea Hodoș-Bodrog
Mănăstirea Hodoș-Bodrog este cea mai veche mănăstire ortodoxă din România, cu viață monahală continuă. Este situată în comuna Zădăreni, județul Arad.

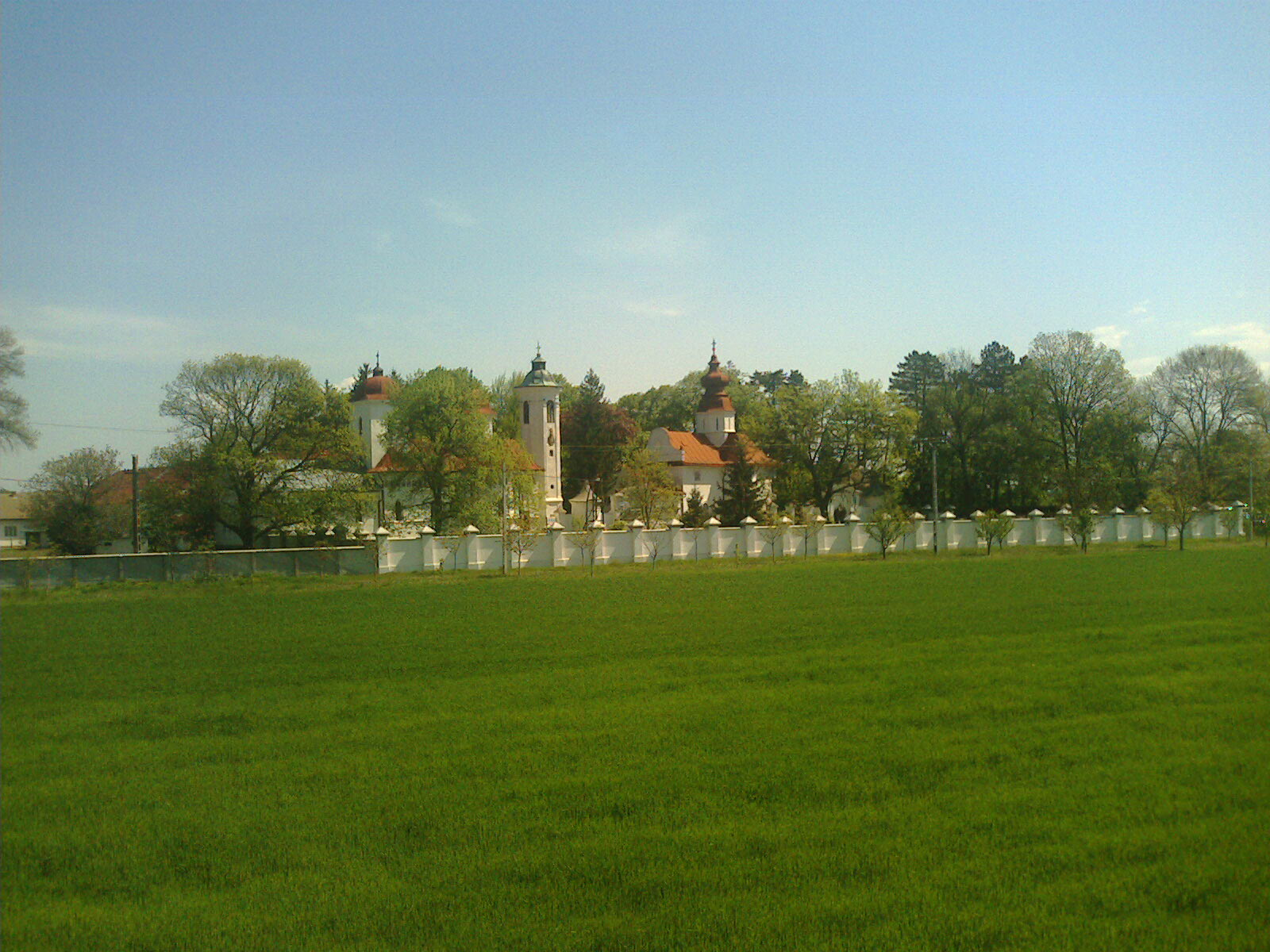
Vedere de ansamblu a mănăstirii din apropierea Mureșului
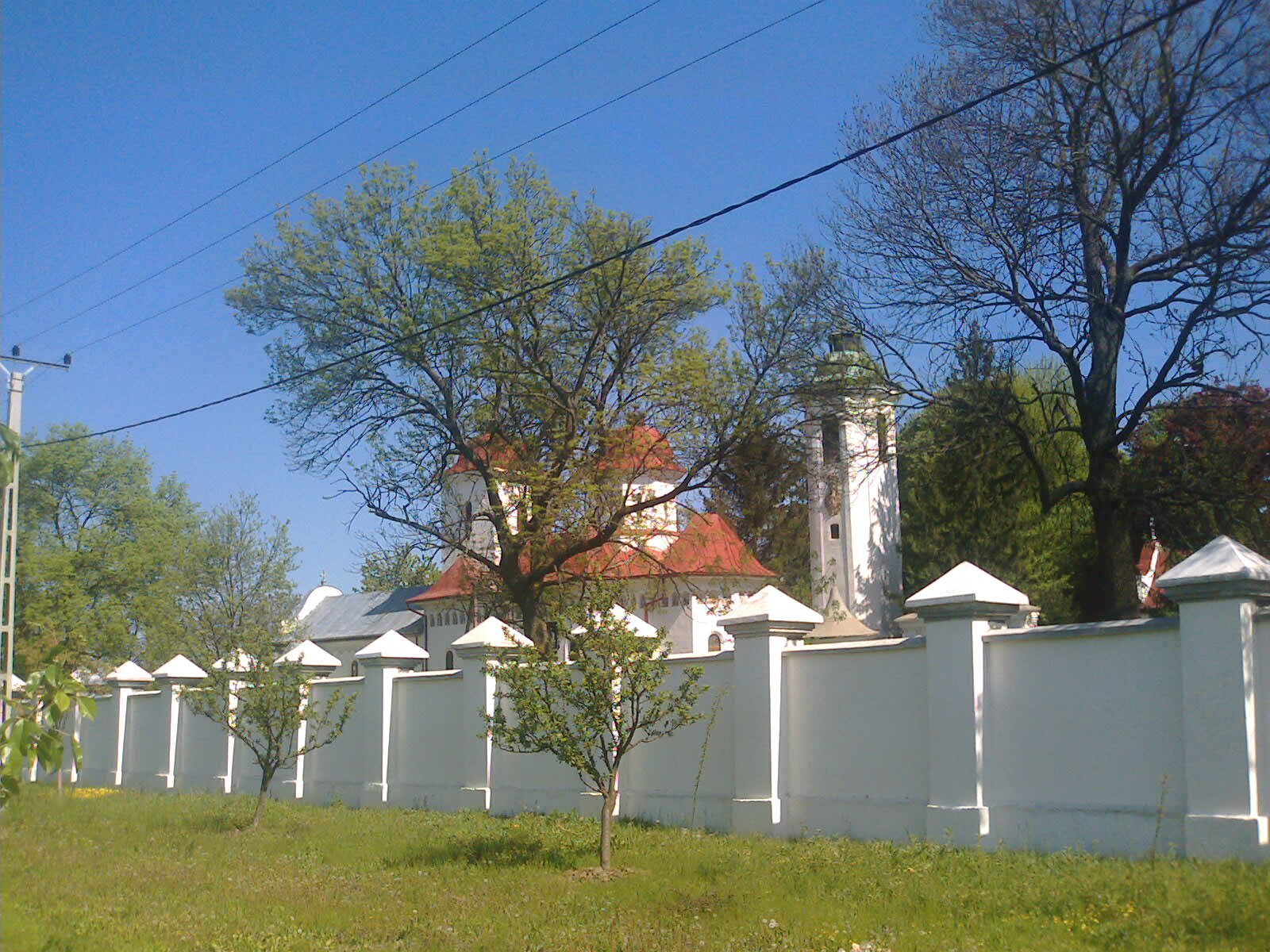
Biserica nouă a mănăstirii (1989-1997) și clopotnița
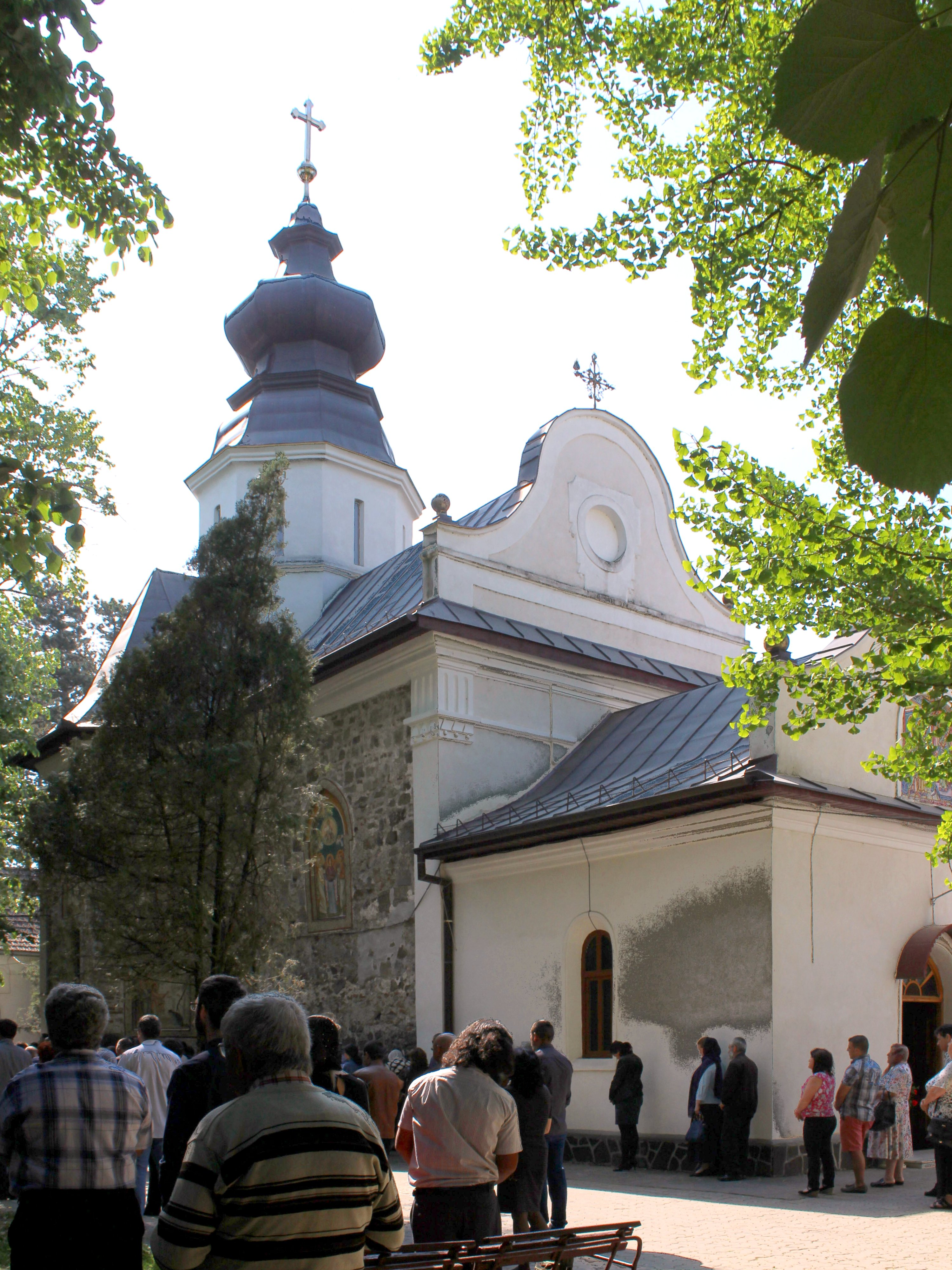
Biserica „Intrarea în Biserică a Maicii Domnului”, cod LMI AR-II-m-A-00590.01
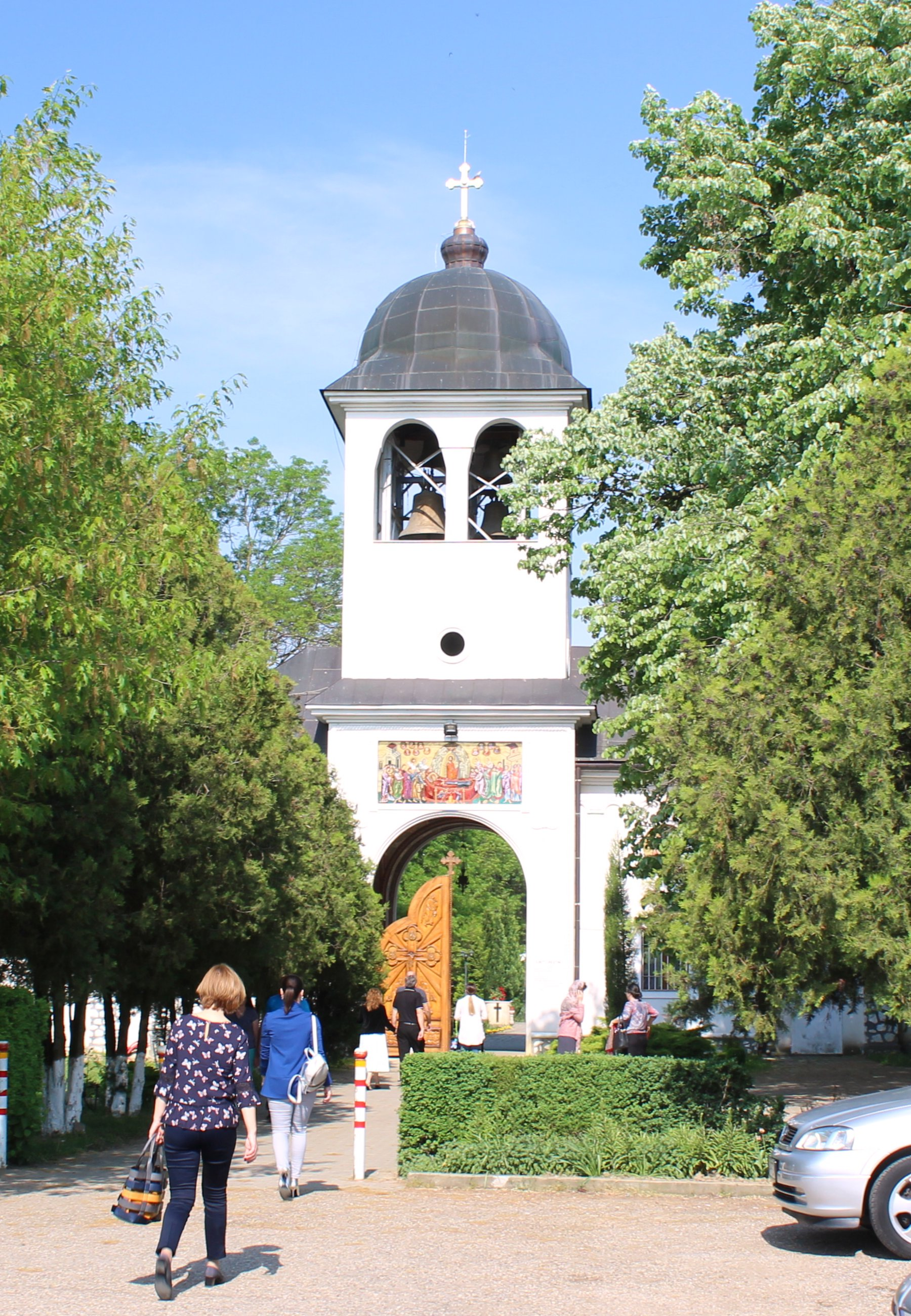
Turnul clopotniță al mănăstitii, cod LMI AR-II-m-A-00590.04
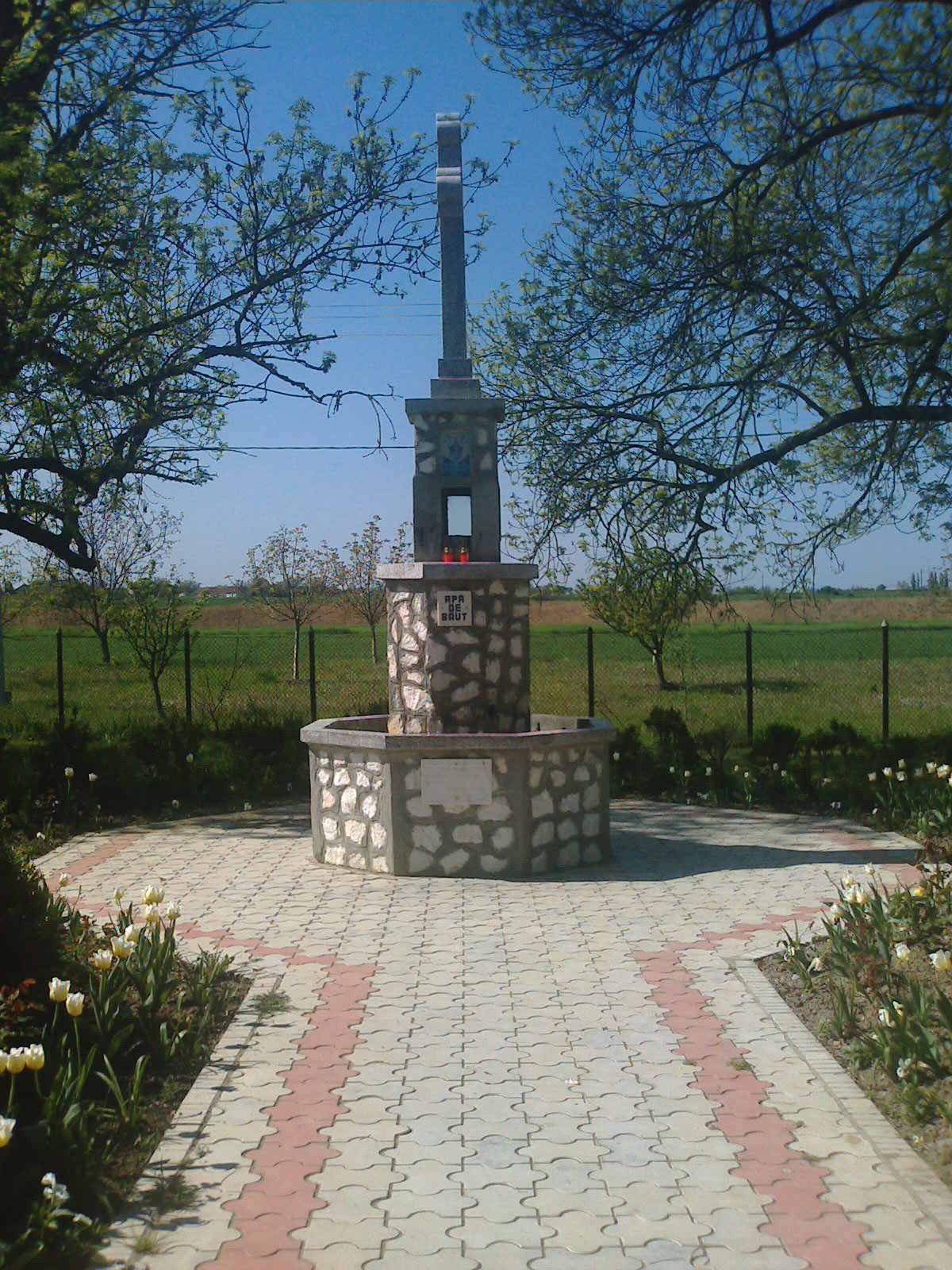
Fântână în curtea mănăstirii
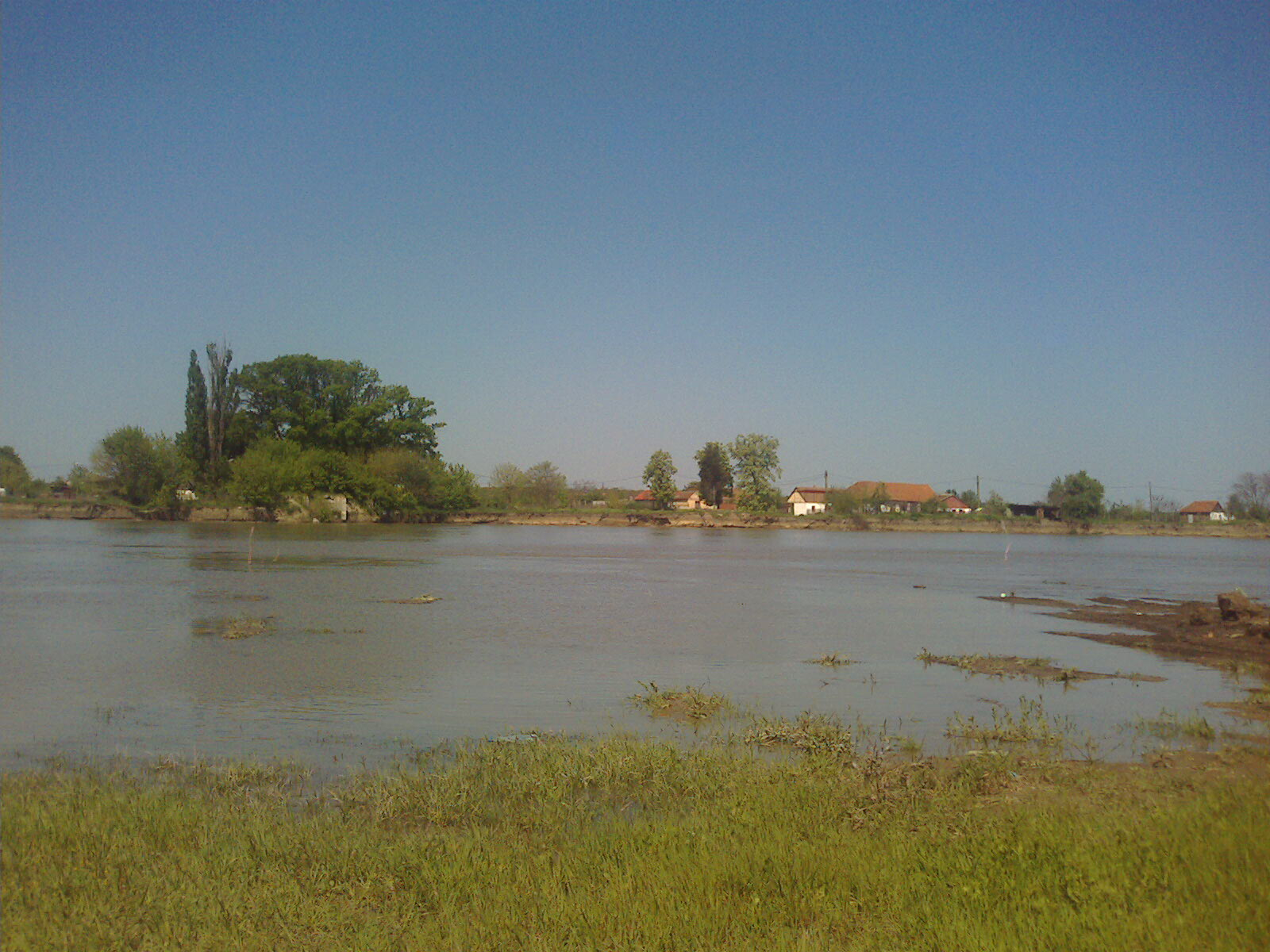
Mureșul și satul Bodrogu Vechi în apropierea mănăstirii